# 알렉산더 데니스
알렉산더 데니스 (영어: Alexander Dennis)는 영국의 자동차 메이커이다.
2004년에 설립된 회사로 영국 및 서유럽의 버스 메이커 중에서 가장 규모가 크다. 또한 유럽을 비롯해 캐나다, 중화인민공화국, 말레이시아, 뉴질랜드, 남아프리카, 미국에서 사업을 하고 있으며 2013년 기준으로 영국 버스 시장의 34%의 점유율을 보이고 있다. 2014년에 엔 글록과 브라이언 사우터가 공동으로 55%의 지분을 보유하게 되었다.
대한민국의 경우 경기도에서 2014년 12월 9일부터 2층 버스인 인바이로500의 북아메리카 사양을 반입하여 직행좌석버스, 광역급행버스 노선에서 1개월 정도 시범운행을 하였다.

## 사진

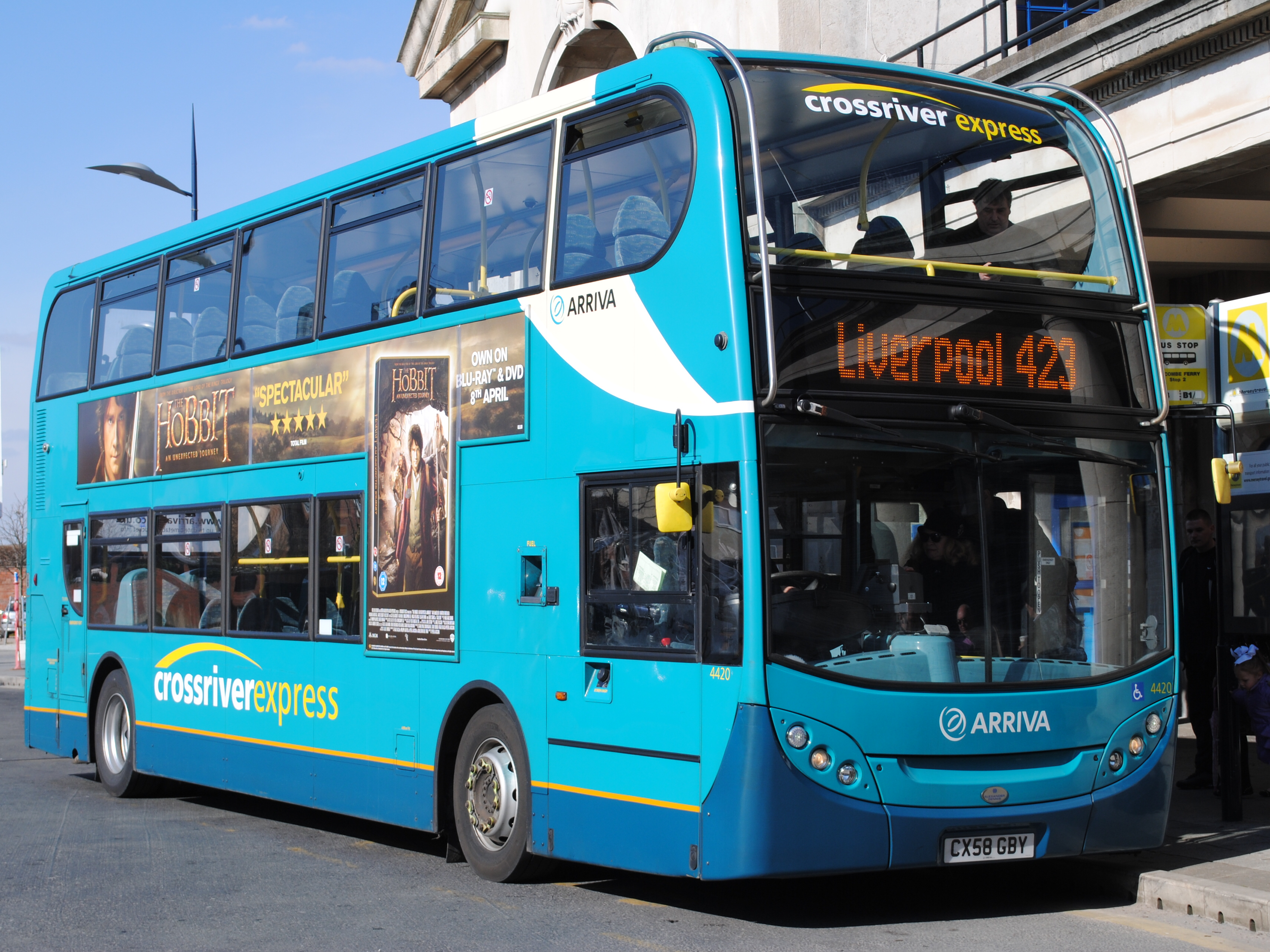
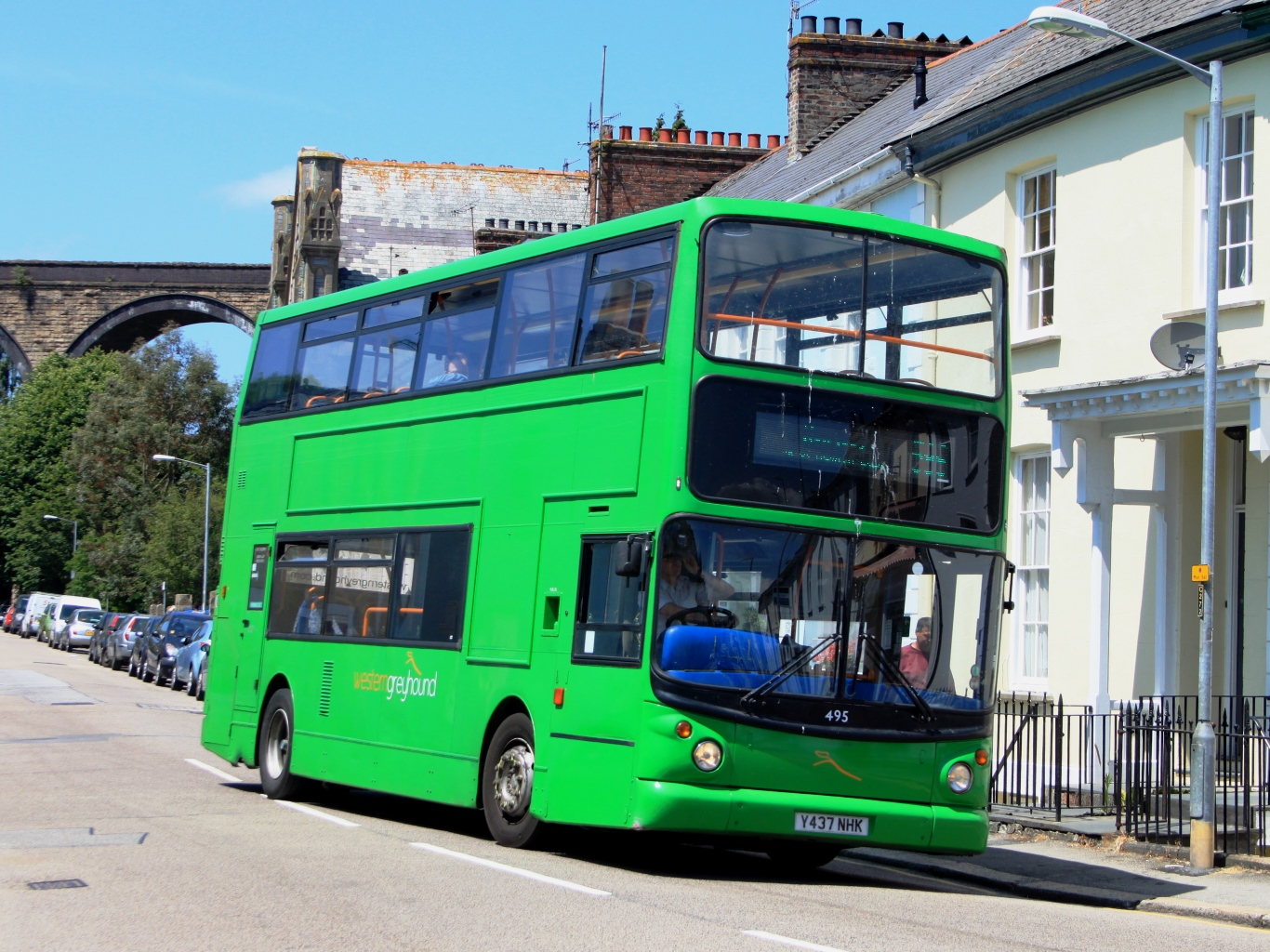
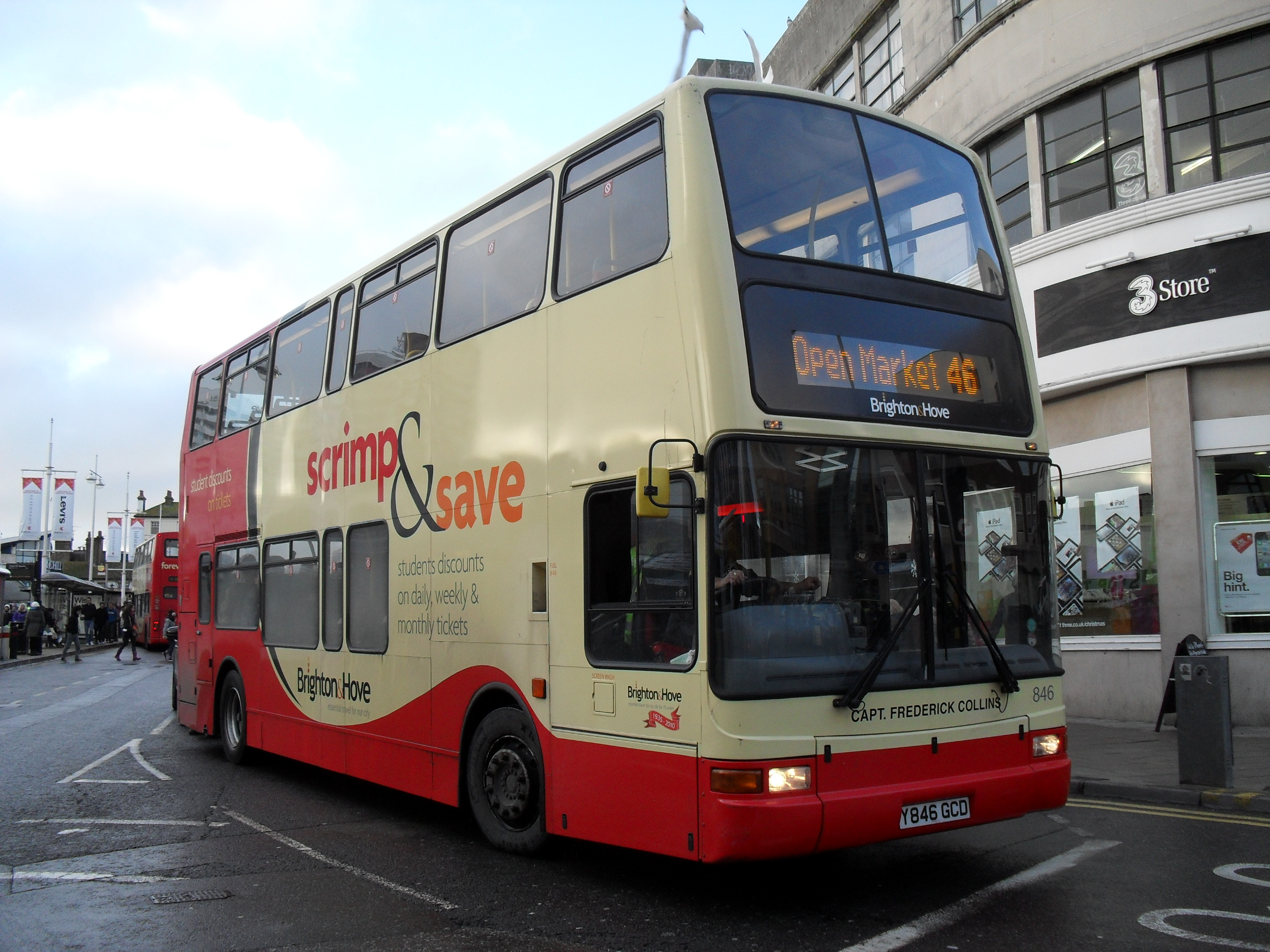
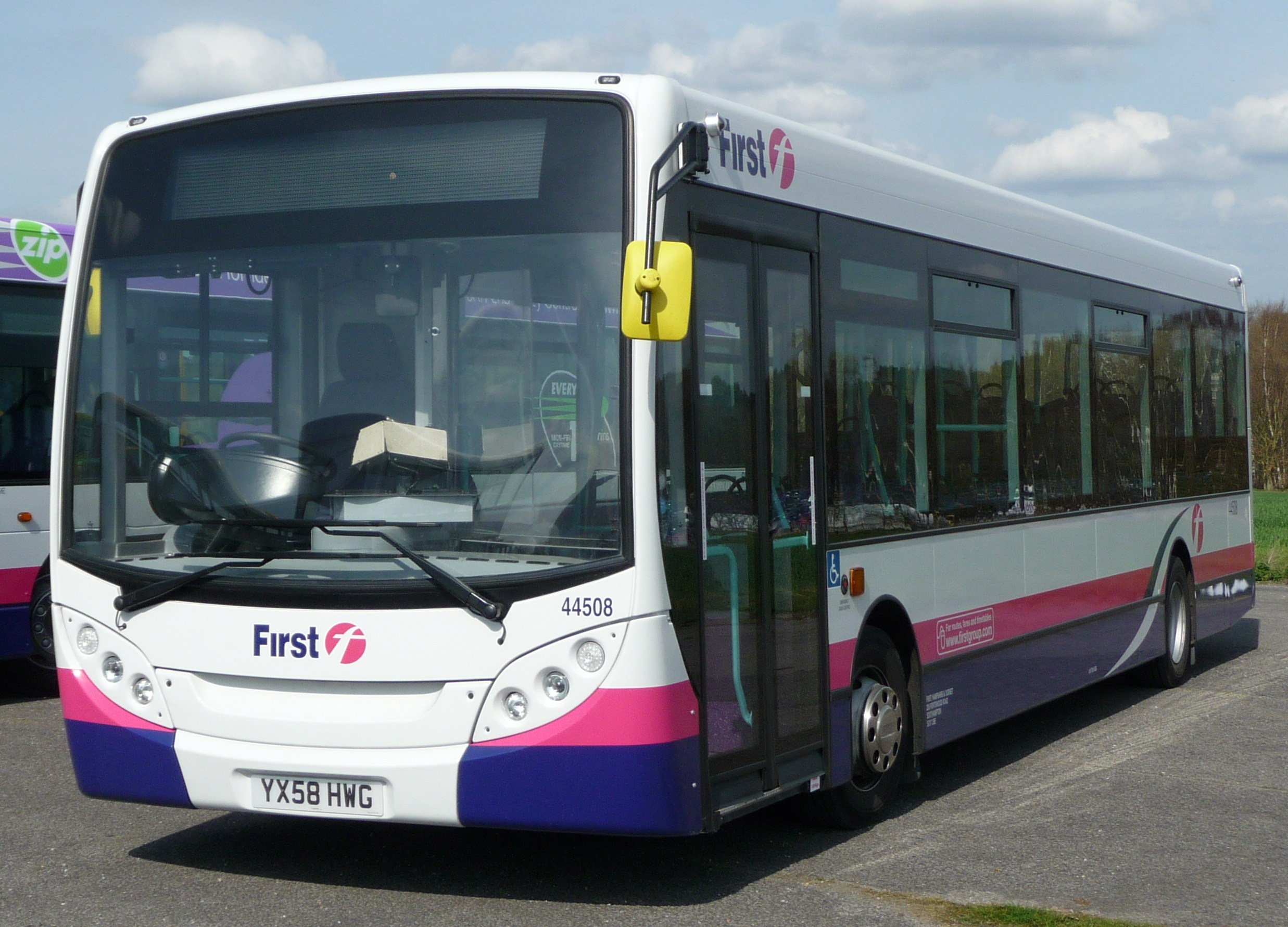
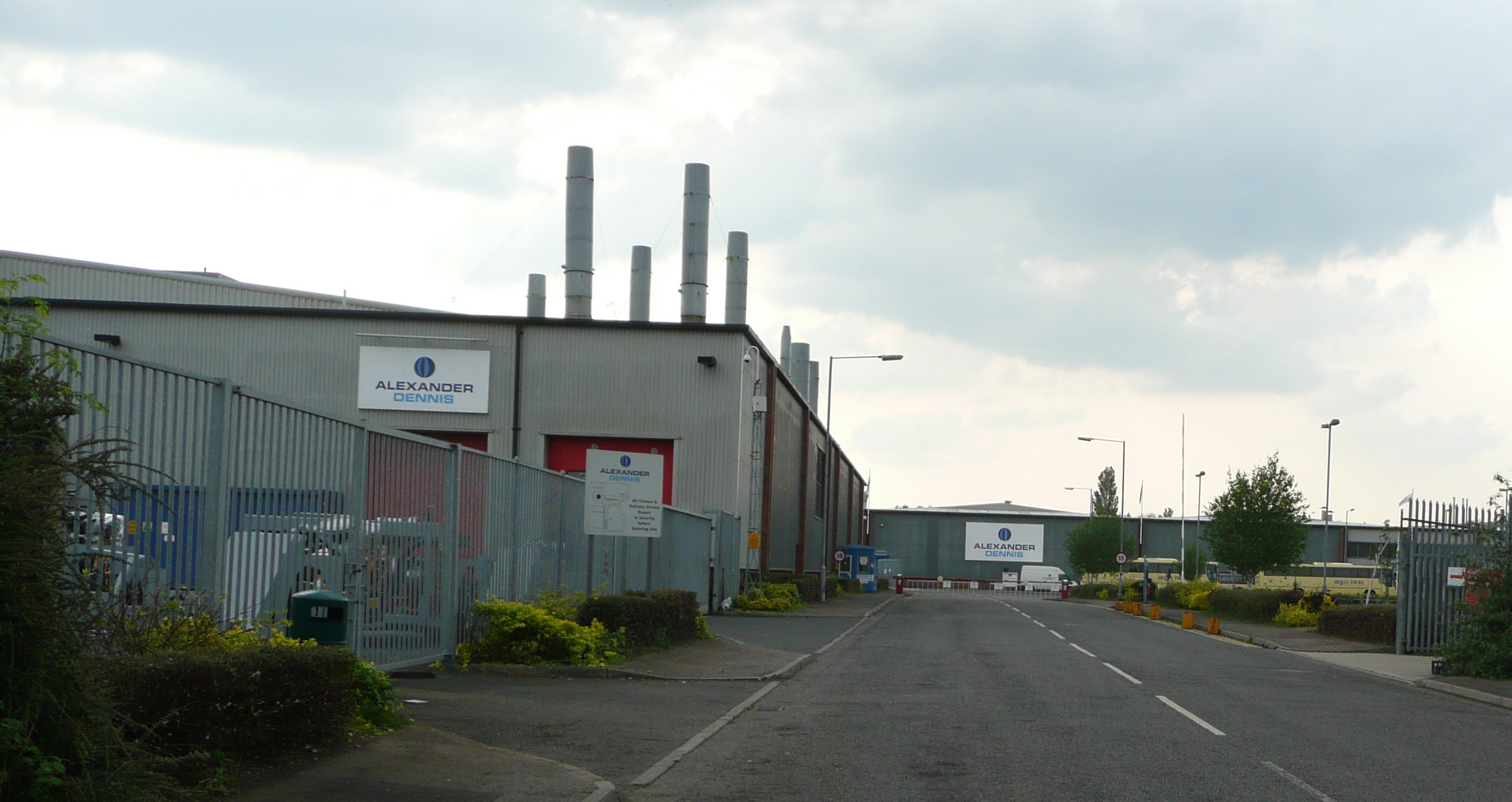
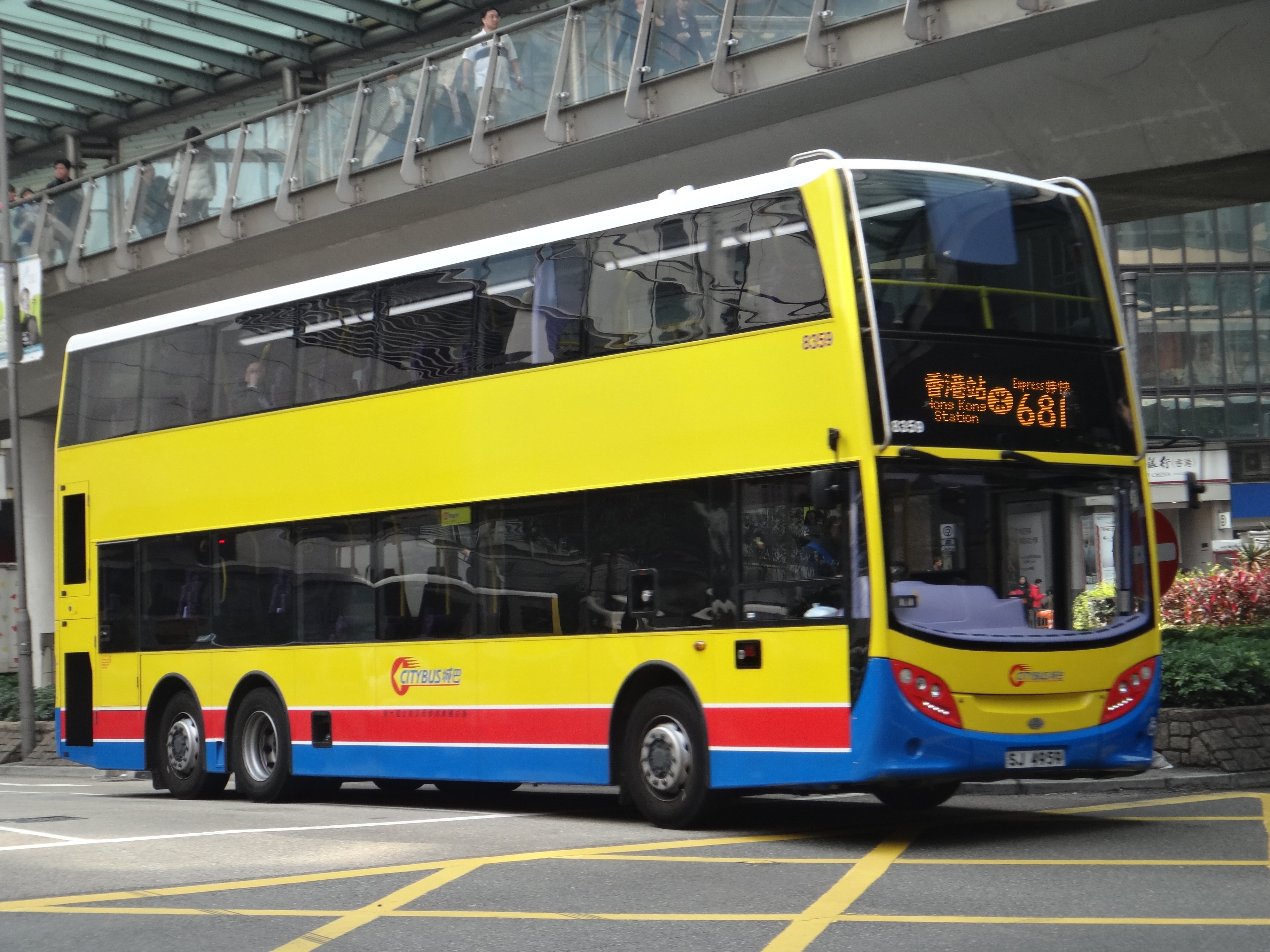
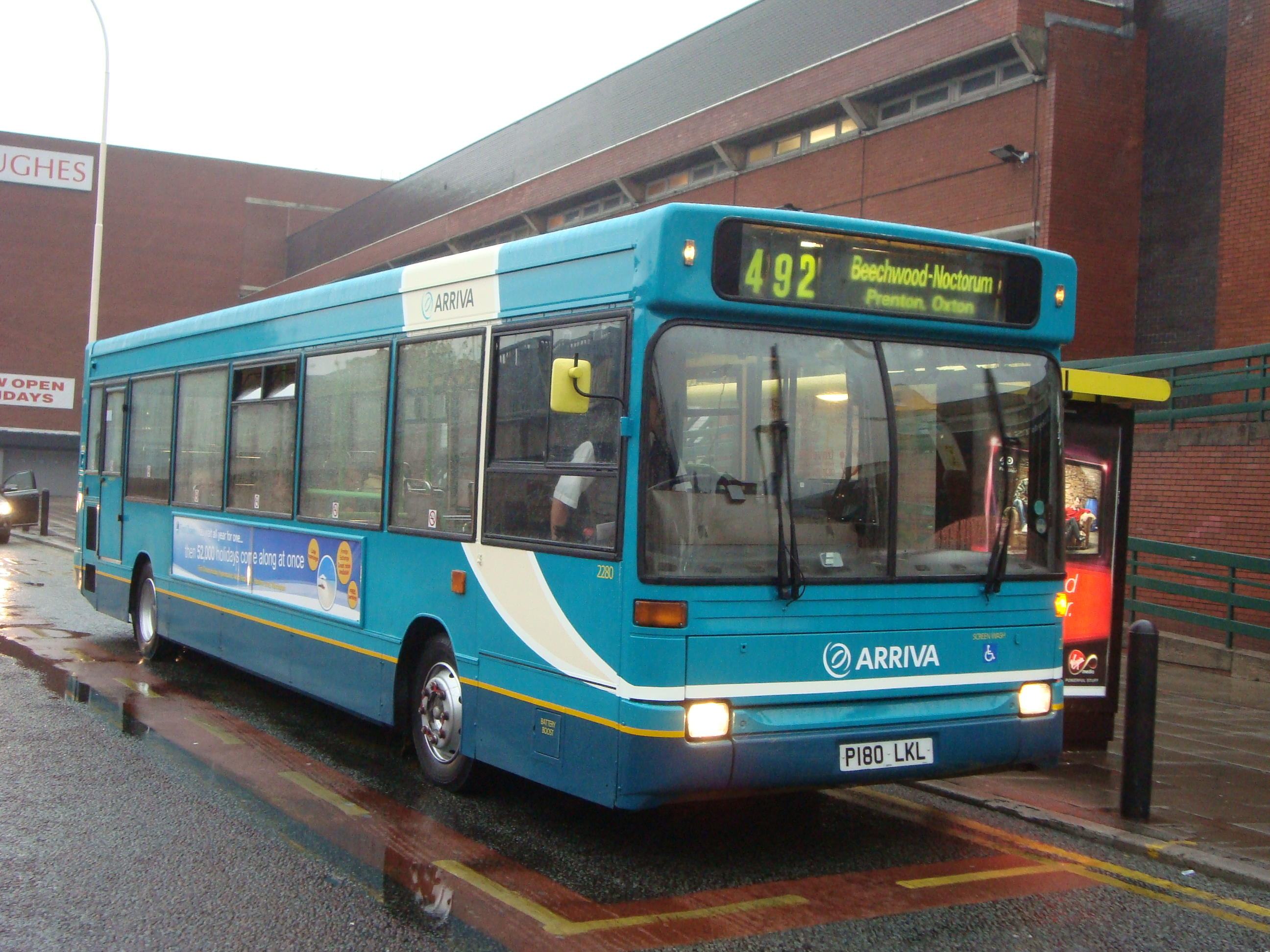
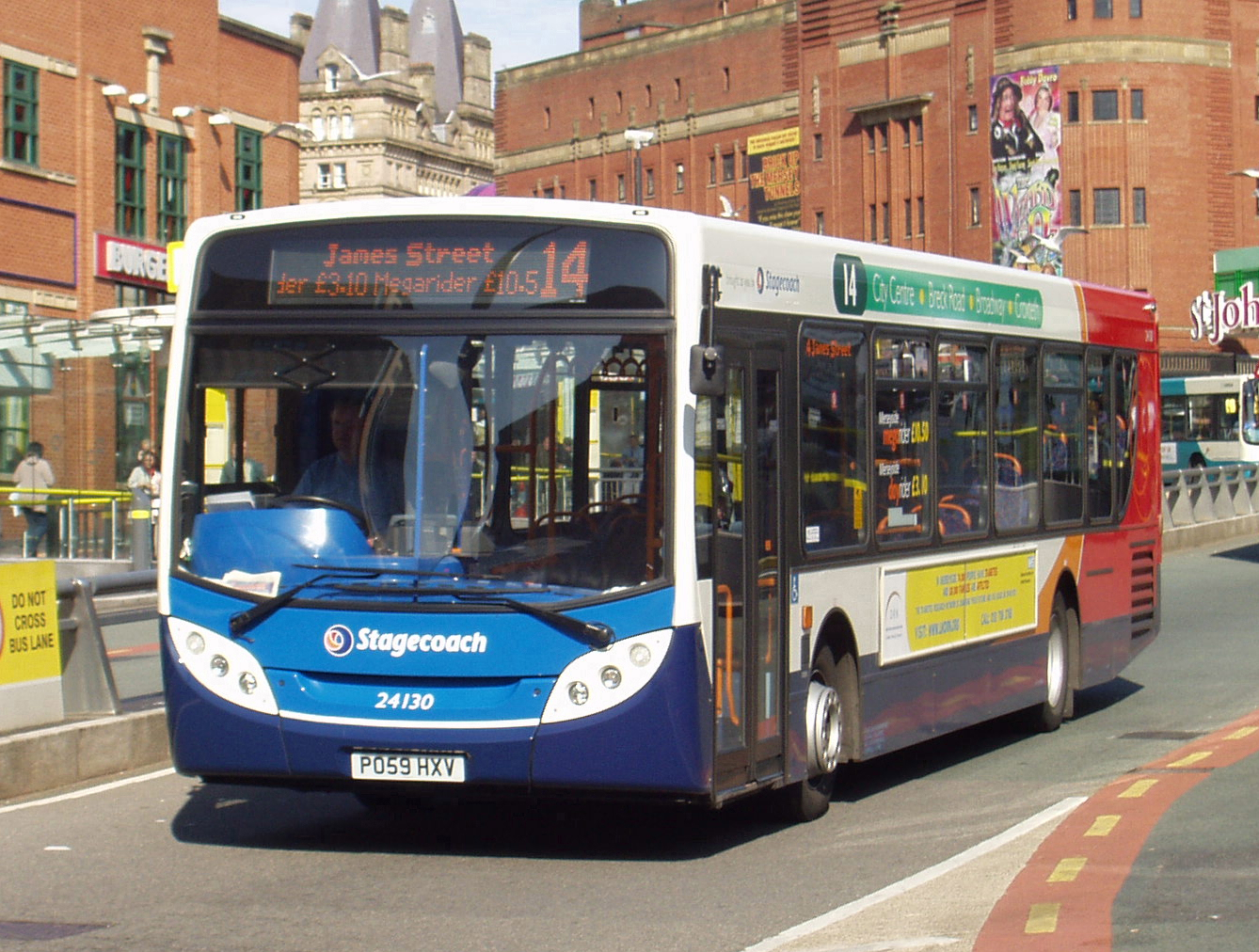
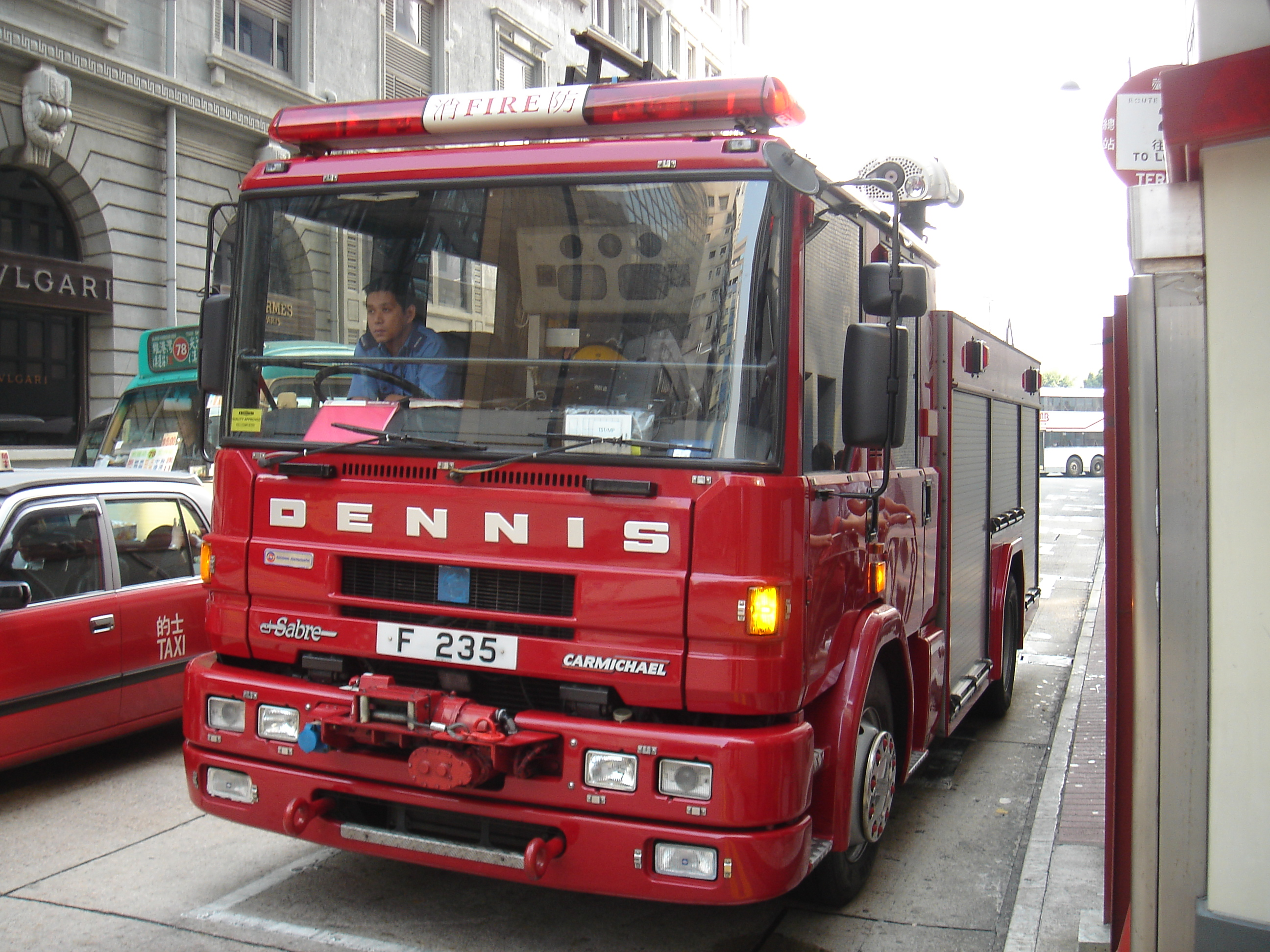

## 현재 생산차종
디젤 버스
- 인바이로200 다트
- 인바이로300
- 인바이로400
- 인바이로500

하이브리드 & 전기 버스
- 인바이로200H
- 인바이로350H
- 인바이로400H
- 인바이로500H

## 과거 생산차종

#### 버스 샤시
- ALX200
- ALX300
- ALX400
- ALX500
- DM5000
- 포인터
- 프래전트

#### 버스 클래스
- 다트 SLF
- 트라이던트 2
- 트라이던트 3

#### 전체 버스
- 인바이로200/200H

#### 코치 버스
- 제블린
- R-시리즈

#### 소방차
- 사브르
- 레피어
- 대거
- RS
- SS
- DS
- DFS